# Kret (rodzaj ssaków)
Kret (Talpa) – rodzaj ssaków z podrodziny kretów (Talpinae) w obrębie rodziny  kretowatych (Talpidae).

## Zasięg występowania
Rodzaj obejmuje gatunki występujące w Europie i zachodniej Azji.

## Morfologia
Długość ciała (bez ogona) 82–232 mm, długość ogona 18–42 mm, długość tylnej stopy 14,5–24,6 mm; masa ciała 21–225 g.

## Systematyka
Rodzaj zdefiniował w 1758 roku szwedzki przyrodnik Karol Linneusz w 10 edycji swojej książki o tytule Systema Naturae. Linneusz wymienił dwa gatunki – Talpa asiatica Linnaeus, 1758 i Talpa europaea Linnaeus, 1758 – z których gatunkiem typowym jest (Linneuszowska tautonimia) Talpa europaea Linnaeus, 1758 (kret europejski).

### Etymologia
- Talpa (Talva): łac. talpa ‘kret’[11].
- Asioscalops (Asioscaptor (gr. σκαπτηρ skaptēr ‘kopacz’, od σκαπτω skaptō ‘kopać’[12])): łac. Asiaticus ‘azjatycki’, od gr. Ασιατικος Asiatikos ‘azjatycki’, od Ασια Asia ‘Azja’[13]; gr. σκαλοψ skalops, σκαλοπος skalopos ‘kret’[14]. Gatunek typowy: Talpa altaica Nikolsky, 1883.

### Podział systematyczny
Do rodzaju należą następujące występujące współcześnie gatunki zgrupowane w dwóch podrodzajach:
- Asioscalops Stroganov, 1941
  - Talpa altaica Nikolsky, 1883 – kret ałtajski
- Talpa Linnaeus, 1758
  - Talpa davidiana (Milne-Edwards, 1884) – kret kurdyjski
  - Talpa streeti D.M. Lay, 1965
  - Talpa talyschensis Vereschchagin, 1945
  - Talpa hakkariensis Gündüz, Demirtaş, Silsüpür, Özmen, Polly & Bilton, 2023
  - Talpa ognevi Stroganov, 1944
  - Talpa caucasica Satunin, 1908 – kret kaukaski
  - Talpa levantis O. Thomas, 1906 – kret czarnomorski
  - Talpa transcaucasica Dahl, 1944
  - Talpa stankovici V.E. Martino & E.V. Martino, 1931 – kret bałkański
  - Talpa caeca Savi, 1822 – kret ślepy
  - Talpa romana O. Thomas, 1902 – kret apeniński
  - Talpa occidentalis Cabrera, 1907 – kret iberyjski
  - Talpa martinorum Kryštufek, Nedyalkov, Astrin & Hutterer, 2018
  - Talpa europaea Linnaeus, 1758 – kret europejski
  - Talpa aquitania Nicolas, Martinez-Vargas & Hugot, 2015

Opisano również gatunki wymarłe:
- Talpa episcopalis Kormos, 1930[17] (Rumunia; plejstocen)
- Talpa chthonia Bate, 1937[18] (Izrael; plejstocen)
- Talpa fossilis Petényi, 1856[19] (Węgry; pliocen)
- Talpa gilothi Storch, 1978[20] (Niemcy; miocen)
- Talpa minor Freudenberg, 1914[21] (Austria; plejstocen)
- Talpa minuta de Blainville, 1840[22] (Francja; miocen)
- Talpa neagui Rădulescu & Samson, 1989[23] (Rumunia; miocen–pliocen)
- Talpa stromeri Brunner, 1950[24] (Niemcy; plejstocen)
- Talpa tenuidentata Ziegler, 1990[25] (Niemcy; miocen)
- Talpa tyrrhenica Bate, 1946[26] (Włochy; plejstocen)
- Talpa vallesensis Villalta Comella & Crusafont i Pairó, 1944[27] (Hiszpania; miocen)